# بازسازی اقتصادی روسیه
این مقاله به بازسازی اقتصادی روسیه پس از فروپاشی شوروی اشاره دارد. روسیه نزدیک به یک قرن دارای یک اقتصاد دستوری بود. پس از فروپاشی شوروی، روند گذار روسیه از اقتصاد دستوری به اقتصاد بازار آغاز شد که با چالش‌ها و بحران‌های متعددی همراه بود.

## تاریخچه

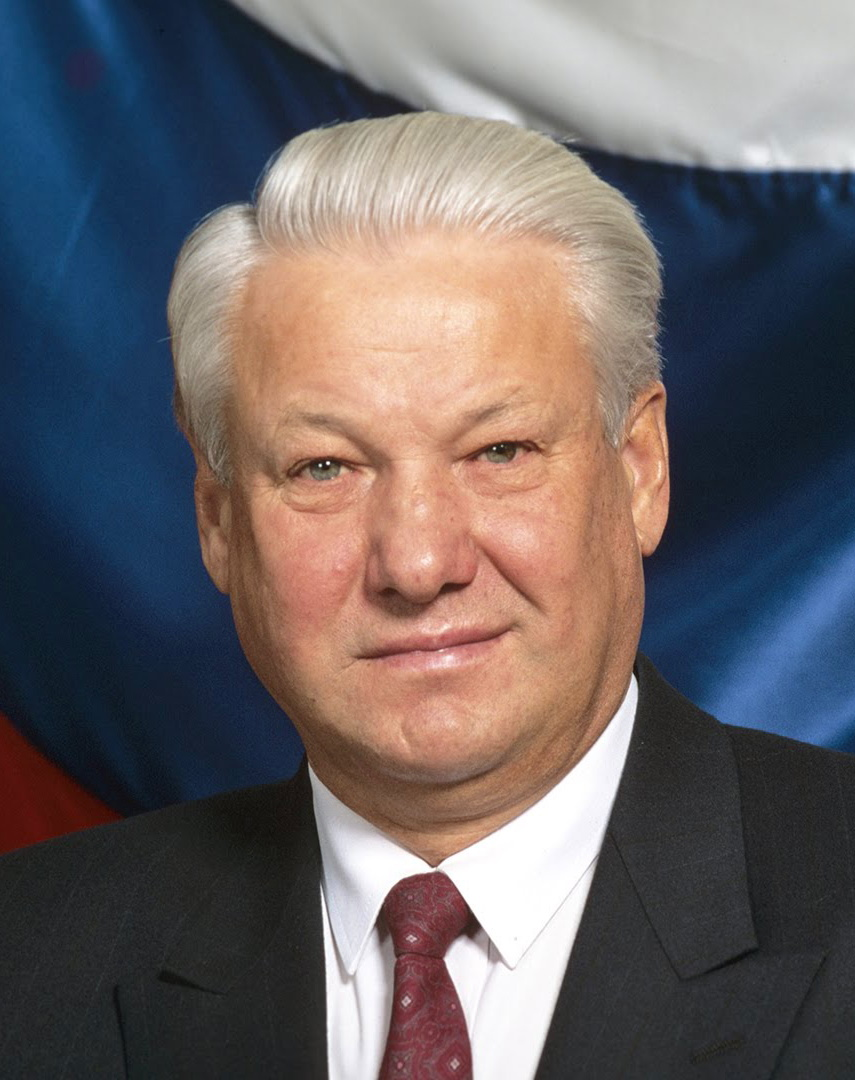
بوریس یلتسین؛ اولین رئیس‌جمهور روسیه

اقتصاد روسیه در دهه‌های اخیر تجربهٔ کاملاً متفاوتی را با باقی کشورهای جهان تجربه کرده‌است. نظام اقتصادی این کشور نظامی دولتی بود که عوامل تولید منحصراً در دست دولت قرار داشت. همچنین سیاست‌های اقتصادی مستقیماً از جانب مرکز برای تمام جمهوری‌های شوروی ارسال می‌شد. نظام عرضه و تقاضا، که در اقتصاد بازار آزاد قیمت‌ها بر اساس آن تنظیم می‌شوند، و بازار آزاد جایی در این کشور نداشت.
در دههٔ ۱۹۶۰ مصائب اقتصاد روسیه نمایان شد. کاهش نرخ رشد اقتصادی و مواد مصرفی و افزایش سرمایه‌گذاری در صنایع سنگین و نظامی باعث تضعیف اقتصاد این کشور شد. در نهایت شوروی در سال ۱۹۸۹ دچار بحران اقتصادی شد.
گورباچف برای عبور از این بحران با همکاری بوریس یلتسین گروهی از اقتصاددانان لیبرال به رهبری استانیسلاو شاتالین و گریگوری یاولینسکی تشکیل داد. این گروه طرحی مبنی بر تغییر اقتصاد شوروی از دستوری به بازار آزاد ظرف ۵۰۰ روز ارائه داد. این طرح پس از شوروی به نحوی دیگر ادامه داشت که دربرگیرندهٔ گذر سریع به بازار آزاد، آزادسازی قیمت‌ها، بازگشایی مرزها و قابلیت تغییر روبل بود. این طرح به موجب دخالت مشاوران آمریکایی صندق بین‌المللی پول (آی‌ام‌اف) در زمان گایدار (اقتصاددان و معاون نخست‌وزیر در سال‌های ۱۹۹۱ و ۱۹۹۲) موجب بروز آشوب شد. جمهوری‌های شوروی، تأمین کننده مواد خام کارخانه‌های روسیه و بازار هدف این کارخانه‌ها بودند. پس از فروپاشی شوروی به دلیل پایان یافتن نظام اقتصاد دستوری این فرایند با نقص مواجه شد لذا کالاهای مصرفی در روسیه کمیاب شد.

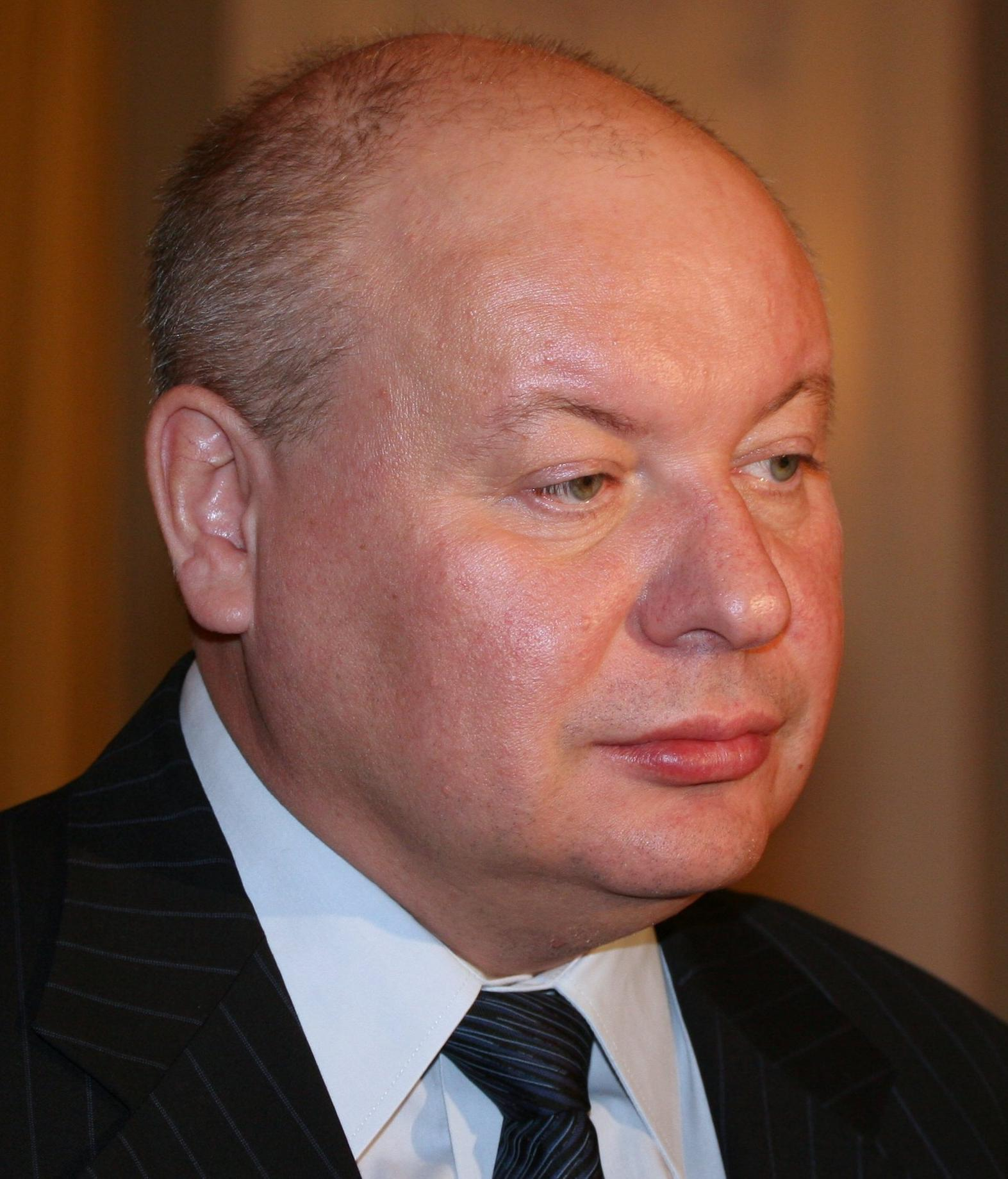
یگور گایدار

در این میان نحو اصلاحات اقتصادی در روسیه در هاله‌ای از ابهام قرار داشت. عده‌ای اقتصاددان نظیر لئونید آبالکین، رئیس موسسهٔ اقتصاد آکادمی علوم روسیه، بر اصلاحات تدریجی تأکید داشت. برای این منظور طرحی شش ساله برای گذار از اقتصاد دستوری به اقتصاد بازار آزاد آماده کرده بود. اما یلتسین به نظر عده‌ای از اقتصاددانان، از جمله چند اقتصاددان جوان، مبنی بر گذر سریع و شتاب‌زده جذب شد و آن را به کار بست. ایگور گایدار، که خود را طرفدار شوک درمانی معرفی می‌کرد، عهده‌دار این وظیفه شد.

## شوک‌درمانی

### تعریف شوک‌درمانی
شوک‌درمانی در اقتصاد به معنی رها کردن و آزادسازی ناگهانی قیمت‌ها، نظارت ارزی و حذف یارانه‌های دولتی به‌طور ناگهانی است. این امر با خصوصی‌سازی گسترده دارایی‌های دولت شکل می‌گیرد.
بنیاین‌گذار نظریه شوک‌درمانی میلتون فریدمن، استاد دانشگاه شیکاگوی آمریکا است. این روش ابتدا در شیلی پس از کودتای پینوشه علیه سالوادور آلنده پیاده شد.

### در روسیه
اولین مرحلهٔ اصلاحات رادیکال اقتصادی در روسیه در ژانویهٔ ۱۹۹۲ آغاز شد. در این مرحله دولت پیش‌بینی کرده بود که قیمت‌ها به میزان سه برابر افزایش پیدا خواهند کرد ولی قیمت‌ها تا دوازده برابر افزایش پیدا کردند و این باعث ایجاد فاجعه شد و بیشتر مردم زیر خط فقر قرار گرفتند. همچنین فرایند خصوصی‌سازی آغاز شد و به هر یک از شهروندان روسیه کالابرگی به عنوان سهم در دارایی عمومی داده شد.
موافقان این اصلاحات پیش‌بینی کرده بودند پس از ۹ ماه فاز سخت تمام می‌شود ولی چنین نشد. دولت دستمزدها را افزایش داد و این امر باعث ایجاد تسلسل در افزایش قیمت‌ها و دستمزدها شد. تولید کم شد، ارزش روبل سقوط کرد و بهای انرژی ۶ الی ۷ برابر شد.

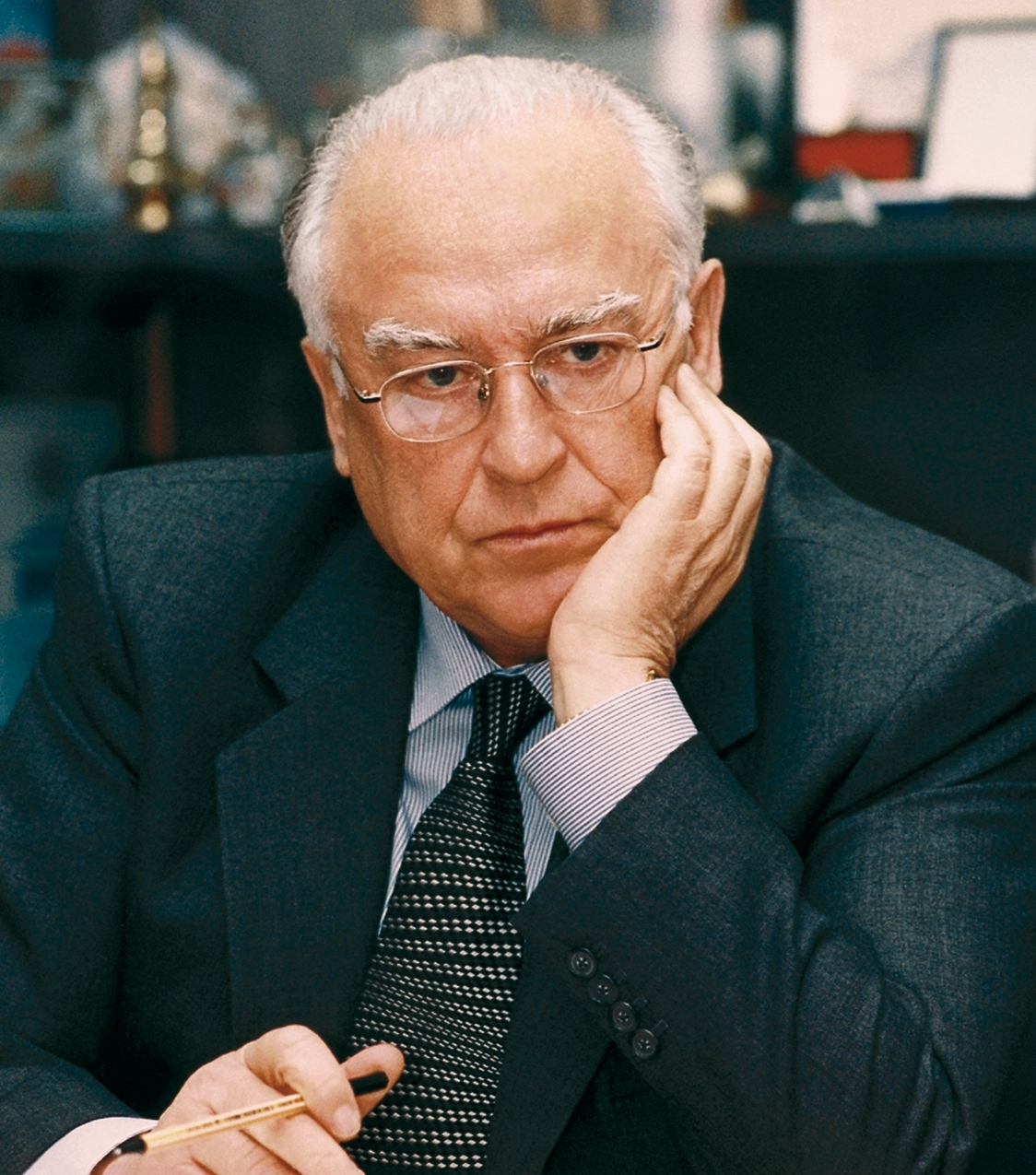
ویکتور چرنومیردین

گایدار برکنار شد و ویکتور چرنومیردین اصلاحات را با اعتدال بیشتری پیگیری کرد. در سال‌های ۱۹۹۵ و ۱۹۹۶ رشد کمی افزایش یافت ولی تولید در حال کاهش بود. تولید نفت نصف شد و بیکاری افزایش پیدا کرد. در سال ۱۹۹۹ سهم اقتصاد در سایه در روسیه به ۴۶ درصد تولید ناخالص داخلی رسید. واردات زیاد و غیرضروری که تحت عنوان سیاست درهای باز توسط صندق بین‌المللی پول به روس‌ها تحمیل شد باعث شکنندگی اقتصاد این کشور شد.
در ۳۱ اوت ۱۹۹۵ چوبایس، معاون نخست‌وزیر به دستور یلتسین دستوری صادر کرد که طبق آن سهام کارخانه‌ها به سرمایه‌دارانی که به دولت قرض داده بودند واگذار شود. این امر باعث شکل‌گیری الیگارشی در روسیه شد و قدرت آن‌ها را افزایش داد. در تابستان سال ۱۹۹۸ چهار عامل باعث به وجود آمدن بحران اقتصادی در روسیه شد:
1. عدم وصول کامل مالیات‌ها توسط دولت
2. خودداری کامل کارخانه‌ها از پرداخت مالیات و دستمزد کارگران و در مقابل انجام داد و ستدهای غیرقانونی
3. حیات اقتصادی بانک‌ها با تکیه بر دولت
4. تصرف اموال دولتی توسط الیگارش‌ها[۱]

## نمای کلی اقتصاد روسیه (۱۹۹۰–۱۹۹۸)
در این سال‌ها ۵۳ درصد مردم روسیه، یعنی ۷۹ میلیون نفر، زیر خط فقر زندگی می‌کردند. امید به زندگی به ۵۵ سال کاهش پیدا کرده بود و نرخ خودکشی جوانان بین ۲۵ تا ۳۰ سال افزایش یافته بود. نرخ موالید بسیار کاهش پیدا کرده بود به نحوی که روسیه هر ساله نیم میلیون نفر از جمعیت خود را از دست می‌داد. نابرابری به طرز فوق‌العاده‌ای افزایش پیدا کرده بود. ۵۷ درصد ثروت ملی در اختیار ۲ درصد جامعه بود و ثروتمندان جدید روسیه ۴ تا ۵ درصد جمعیت کشور را تشکیل می‌دادند. فقر گسترده بود و ضریب جینی از ۲۵۶ درصد به ۳۴۶ درصد رسیده بود و طبق متوسط به میزان ۱۰ تا ۱۵ درصد کاهش پیدا کرده بود.

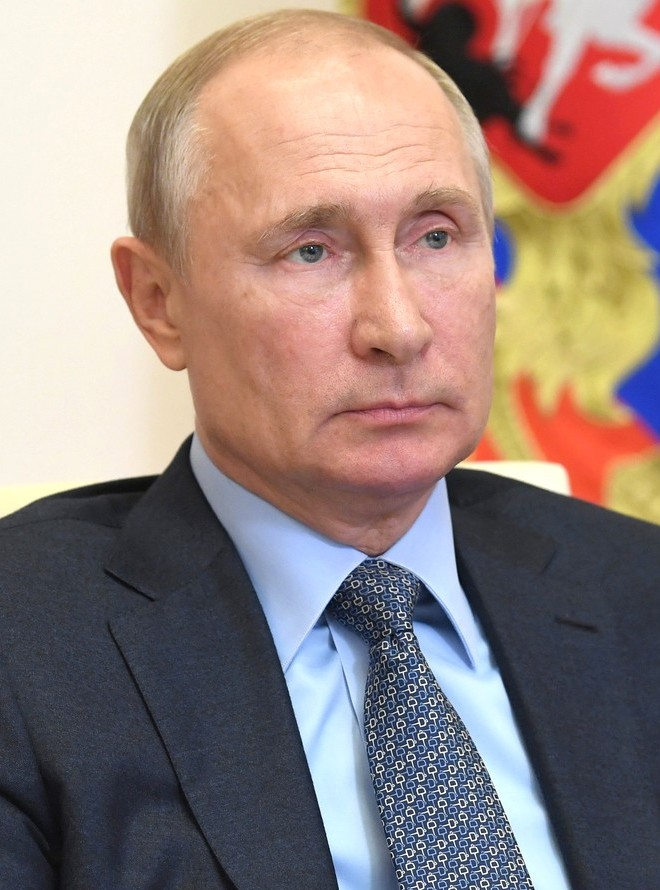
ولادیمیر پوتین؛ رئیس‌جمهور روسیه

## دوران ریاست جمهوری پوتین
ولادیمیر پوتین در سال ۲۰۰۰ به ریاست جمهوری رسید. روسیه در آغاز دورهٔ ریاست جمهوری پوتین درگیر چالش‌های فراوان اقتصادی بود. مهم‌ترین وجه سیاست اقتصادی او سرمایه‌گذاری دولتی در بخش‌های مختلف از جمله صنایع دفاعی، تسلیحاتی و نفت وگاز بود. فرایند خصوصی‌سازی در صنعت نفت و گاز را متوقف کرد و کنترل دولت در این بخش بیشتر شد. همچنین باعث فروش سهام شرکت‌های خصوصی نفتی، مانند یوکاس، به شرکت‌های دولتی شد. رویال داچ شل نیز بخش عمده سهام خود در پروژه ساخالین در سیبری به گازپروم فروخت.
در دورهٔ پوتین دولت بزرگ‌تر شد. کارمندان دولت دو برابر شد و دستمزدها به موقع پرداخت می‌شد. در این دوره نرخ فقر و بیکاری کاهش یافت. ساخت جاده و راه و سرمایه‌گذاری در بخش آموزش و پرورش و آموزش عالی باعث جلب رضایت مردم شد. عمده دلیل توانایی پوتین در انجام این کارها افزایش قیمت نفت بود که موجب شد روسیه بتواند بخش عمده بدهی‌های خود را پرداخت کند و ذخیره ارز و طلای خود را افزایش دهد. در دوران هشت سال اول ریاست جمهوری پوتین نرخ رشد به‌طور متوسط برابر با ۶/۷ درصد بود و نرخ فقر از ۴۱ درصد به ۱۴ درصد، نرخ بیکاری از ۱۲ درصد به ۶ درصد رسید. درآمد واقعی در این دوره ۱۰ درصد افزایش یافت.